# Myrcia pubiflora
Myrcia pubiflora är en myrtenväxtart som beskrevs av Dc.. Myrcia pubiflora ingår i släktet Myrcia och familjen myrtenväxter. Inga underarter finns listade i Catalogue of Life.